# Mahang Labara
Mahang Labara is een bestuurslaag in het regentschap Nias Selatan van de provincie Noord-Sumatra, Indonesië. Mahang Labara telt 165 inwoners (volkstelling 2010).